# Adenomera bokermanni
Adenomera bokermanni е вид жаба от семейство Жаби свирци (Leptodactylidae). Видът не е застрашен от изчезване.

## Разпространение
Разпространен е в Бразилия (Минас Жерайс, Парана, Рио де Жанейро, Санта Катарина и Сао Пауло).

## Описание
Популацията на вида е стабилна.